# Pseudogynoxys
 Pseudogynoxys  (Greenm.) Cabrera, 1950 è un genere di piante angiosperme dicotiledoni della famiglia delle Asteraceae (sottofamiglia Asteroideae).

## Etimologia
Il nome del genere deriva dal greco: "pseudo" (= falso, simile) e dal genere di piante Gynoxys.
Il nome scientifico del genere è stato definito dai botanici Jesse More Greenman (1867-1951) e Angel Lulio Cabrera (1908-1999) nella pubblicazione " Brittonia; a Series of Botanical Papers. New York, NY" ( Brittonia 7: 54) del 1950 .

## Descrizione

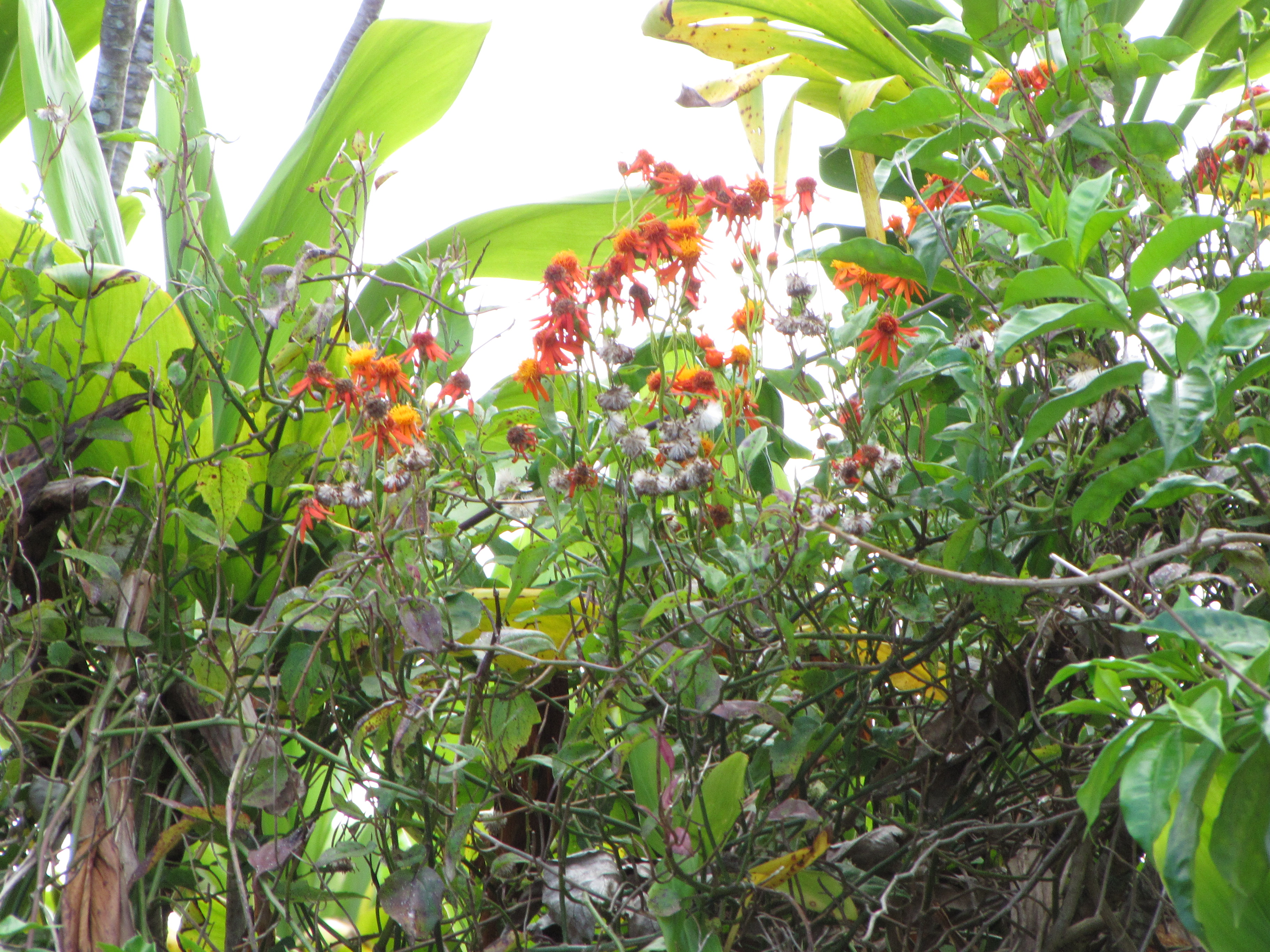
Il portamento
Pseudogynoxys chenopodioides

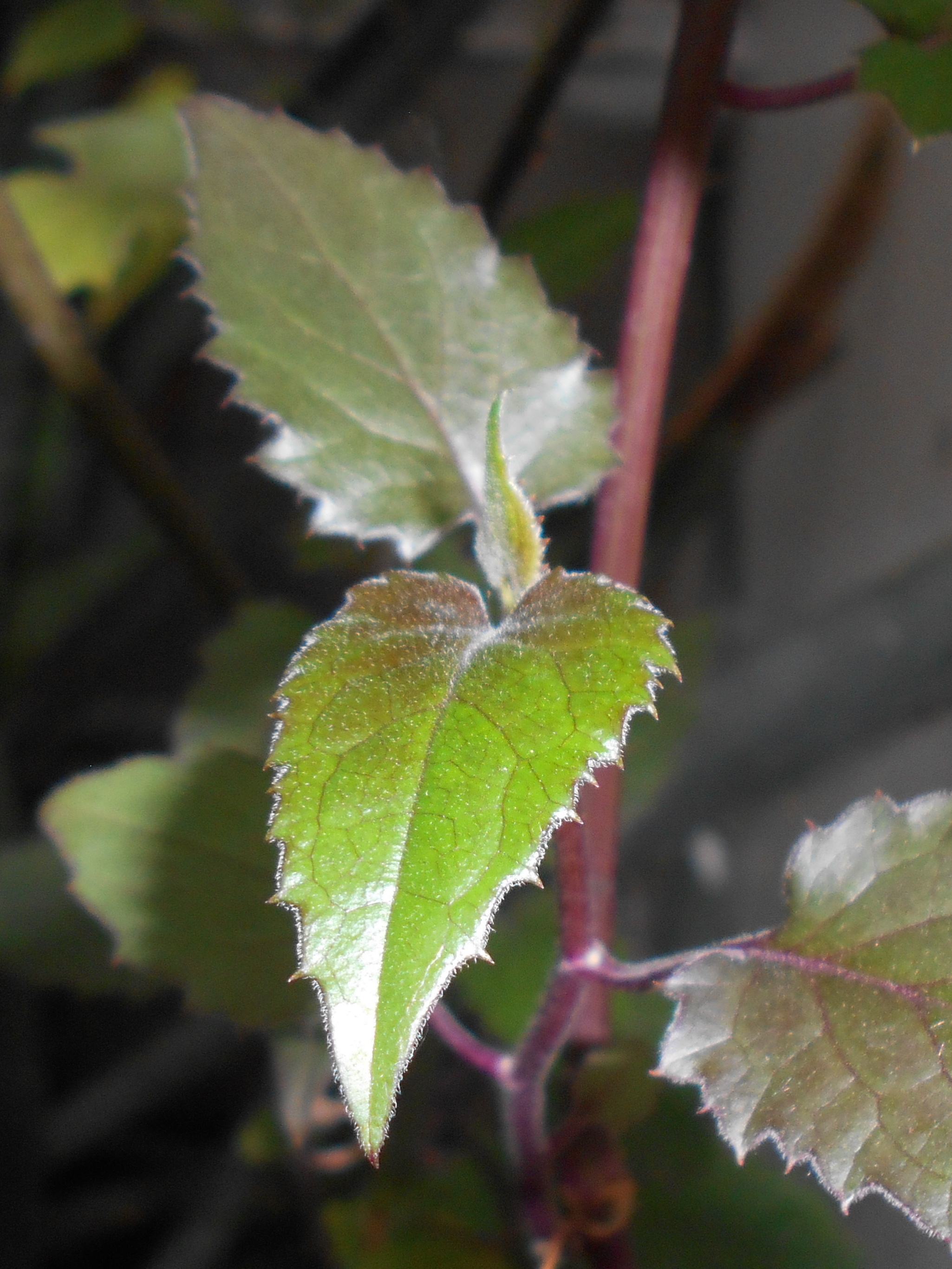
Le foglie
Pseudogynoxys chenopodioides

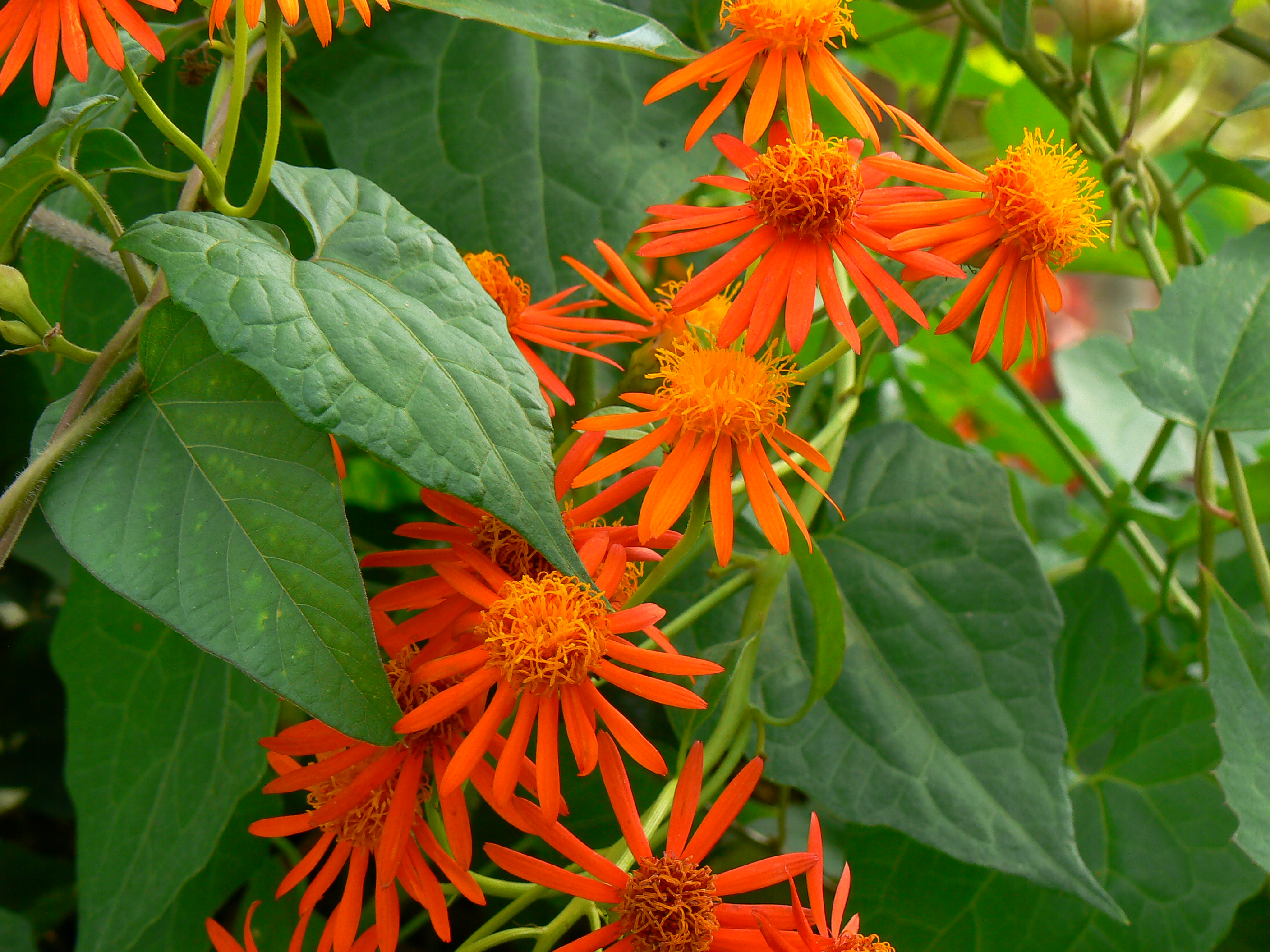
Infiorescenza
Pseudogynoxys chenopodioides

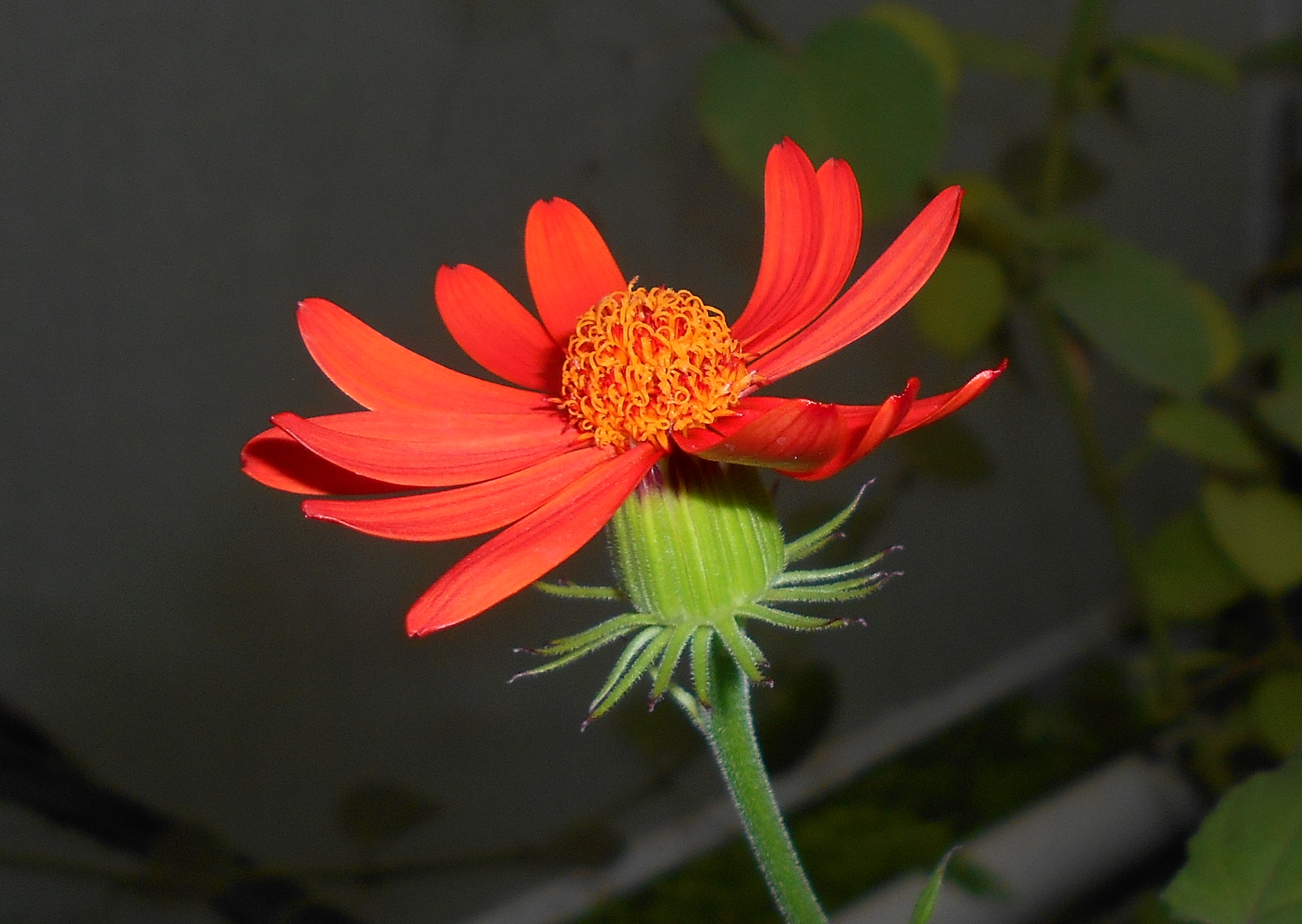
I fiori
Pseudogynoxys chenopodioides

Habitus. Le specie di questo genere hanno un habitus di tipo subarbustivo o arbustivo decombente-rampicante. Le superfici delle piante possono essere sia glabre che pubescenti per peli semplici. Queste piante possono arrivare fino 5 metri di lunghezza.
Radici. Le radici in genere sono secondarie da rizoma e possono essere fibrose. I rizomi sono striscianti o legnosi.
Fusto. La parte aerea è eretta o decombente o rampicante; semplice o ramosa.
Foglie. Le foglie cauline, disposte in modo alternato, sono picciolate con forme della lamina intera o raramente lobata con basi cuneate (ma anche da troncata a arrotondata). I margini sono spesso seghettati. Lunghezza dei piccioli: 1 – 3 cm. Dimensioni delle lame: 1 - 5 x 2 – 8 cm.
Infiorescenza. Le sinflorescenze sono composte da più capolini (ma anche uno solo) organizzati in formazioni corimbose. Le infiorescenze vere e proprie sono formate da un capolino terminale peduncolato di tipo radiato. Alla base dell'involucro (la struttura principale del capolino) può essere presente un calice formato da 10 - 20 brattee fogliacee o filiformi. I capolini sono formati da un involucro, con forme da cilindriche a campanulate o emisferiche, composto da diverse brattee, al cui interno un ricettacolo fa da base ai fiori di due tipi: quelli esterni del raggio e quelli più interni del disco. Le brattee, da 12 a 26, sono disposte in modo embricato di solito su una sola serie e possono essere connate alla base. Il ricettacolo è nudo (senza pagliette a protezione della base dei fiori); la forma è convessa e a volte è alveolato. Lunghezza dei peduncoli: 3 – 8 cm. Lunghezza delle brattee filiformi del calice inferiore: 2 – 10 mm. Dimensione degli involucri: 8 - 12 x 12 – 20 mm.
Fiori.  I fiori, fragranti (fiori del raggio: 6 - 15; fiori tubulosi: 40 - 80), sono tetra-ciclici (formati cioè da 4 verticilli: calice – corolla – androceo – gineceo) e pentameri (calice e corolla formati da 5 elementi). Sono inoltre ermafroditi, più precisamente i fiori del raggio (quelli ligulati e zigomorfi) sono femminili; mentre quelli del disco centrale (tubulosi e actinomorfi) sono bisessuali o a volte funzionalmente maschili.
- Formula fiorale:

*/x K {\displaystyle \infty }, [C (5), A (5)], G 2 (infero), achenio
- Calice: i sepali del calice sono ridotti ad una coroncina di squame.
- Corolla: nella parte inferiore i petali della corolla sono saldati insieme e formano un tubo. In particolare le corolle dei fiori del disco centrale (tubulosi) terminano con delle fauci dilatate a raggiera con cinque lobi. I lobi possono avere una forma da deltoide a triangolare-ovata. Nella corolla dei fiori periferici (ligulati) il tubo si trasforma in un prolungamento da nastriforme o ligulato a filiforme o allargato, terminante più o meno con cinque dentelli. Il colore delle corolle è giallo, rosso o arancio. Lunghezza delle ligule: 12 – 20 mm.
- Androceo: gli stami sono 5 con dei filamenti liberi. La parte basale del collare dei filamenti può essere dilatata. Le antere invece sono saldate fra di loro e formano un manicotto che circonda lo stilo. Le antere sono da ottuse a sagittate, ma prive di coda. La struttura delle antere è di tipo tetrasporangiato, raramente sono bisporangiate. Il tessuto endoteciale è radiale o polarizzato. Il polline è tricolporato (tipo "helianthoid").[11]
- Gineceo: lo stilo è biforcato con due stigmi nella parte apicale. Gli stigmi sono lineari con appendici acuminate; possono avere un ciuffo di peli radicali o in posizione centrale; possono inoltre essere ricoperti da minute papille; altre volte i peli sono di tipo penicillato. Le superfici stigmatiche sono separate o parzialmente confluenti, oppure continue.  L'ovario è infero uniloculare formato da 2 carpelli.

Frutti. I frutti sono degli acheni con pappo. La forma degli acheni è ellittico-oblunga; la superficie è percorsa da diverse coste longitudinali e può essere glabra o talvolta pubescente per peli irsuti. Possono essere presenti delle ali o degli ispessimenti marginali. Non sempre il carpoforo è distinguibile. Il pappo è formato da numerose setole (da 100 a 200) snelle. Lunghezza degli acheni: 4 mm. Lunghezza delle setole del pappo: 3 – 8 mm.

## Biologia
Impollinazione: l'impollinazione avviene tramite insetti (impollinazione entomogama tramite farfalle diurne e notturne).
Riproduzione: la fecondazione avviene fondamentalmente tramite l'impollinazione dei fiori (vedi sopra).
Dispersione: i semi (gli acheni) cadendo a terra sono successivamente dispersi soprattutto da insetti tipo formiche (disseminazione mirmecoria). In questo tipo di piante avviene anche un altro tipo di dispersione: zoocoria. Infatti gli uncini delle brattee dell'involucro (se presenti) si agganciano ai peli degli animali di passaggio disperdendo così anche su lunghe distanze i semi della pianta. Inoltre per merito del pappo il vento può trasportare i semi anche a distanza di alcuni chilometri (disseminazione anemocora).

## Distribuzione e habitat
Le specie di questo genere sono distribuite nel Nuovo Mondo.

## Tassonomia
La famiglia di appartenenza di questa voce (Asteraceae o Compositae, nomen conservandum) probabilmente originaria del Sud America, è la più numerosa del mondo vegetale, comprende oltre 23.000 specie distribuite su 1.535 generi, oppure 22.750 specie e 1.530 generi secondo altre fonti (una delle checklist più aggiornata elenca fino a 1.679 generi). La famiglia attualmente (2021) è divisa in 16 sottofamiglie; la sottofamiglia Asteroideae è una di queste e rappresenta l'evoluzione più recente di tutta la famiglia.

### Filogenesi
Il genere di questa voce appartiene alla sottotribù Senecioninae della tribù Senecioneae (una delle 21 tribù della sottofamiglia Asteroideae). In base ai dati filogenetici la sottotribù, all'interno della tribù, occupa il "core" della tribù e insieme alla sottotribù Othonninae forma un "gruppo fratello".
I seguenti caratteri sono indicativi per la sottotribù:
- il portamento è molto vario (erbe, arbusti, liane, epifite, alberelli o alberi);
- le foglie sono sia basali che cauline disposte in modo alternato;
- sono presenti capolini sia radiati, disciformi o discoidi;
- le antere sono tetrasporangiate, raramente bisporangiate.

La struttura della sottotribù è molto complessa e articolata (è la più numerosa della tribù con oltre 1.200 specie distribuite su un centinaio di generi) e al suo interno sono raccolti molti sottogruppi caratteristici le cui analisi sono ancora da completare. Il genere di questa voce nell'ambito della sottotribù, da un punto di vista filogenetico, occupa una posizione abbastanza vicina al "core" della sottotribù (indica quindi una recente separazione). In particolare il genere Pseudogynoxys fa parte di un clade (subclade A) abbastanza supportato comprendente i seguenti generi: Charadranaetes, Dorobaea, Garcibarrigoa, Jessea, Pseudogynoxys e Talamancalia. Questo clade inoltre con un altro clade (subclade B) formato dai tre generi Misbrookea, Werneria e Xenophyllum (quest'ultimo genere è considerato un sinonimo di Werneria) forma un "gruppo fratello". Basale a questi due cladi si trova la specie Senecio arnaldii. La maggior parte di questi generi del Centro America sono stati segregati dal grande genere polifiletico Senecio (vedi cladogramma).
|  | Misbrookea  |
|  |             |
|  | Werneria    |
|  |             |
|  | Xenophyllum |
|  |             |

|  | Talamancalia                                              |
|  |                                                           |
|  | \| \| Charadranaetes \| \| \| \| \| \| Jessea \| \| \| \| |
|  |                                                           |
|  | Charadranaetes                                            |
|  |                                                           |
|  | Jessea                                                    |
|  |                                                           |

|  | Charadranaetes |
|  |                |
|  | Jessea         |
|  |                |

|  | Talamancalia                                              |
|  |                                                           |
|  | \| \| Charadranaetes \| \| \| \| \| \| Jessea \| \| \| \| |
|  |                                                           |
|  | Charadranaetes                                            |
|  |                                                           |
|  | Jessea                                                    |
|  |                                                           |

|  | Charadranaetes |
|  |                |
|  | Jessea         |
|  |                |

|  | Talamancalia                                              |
|  |                                                           |
|  | \| \| Charadranaetes \| \| \| \| \| \| Jessea \| \| \| \| |
|  |                                                           |
|  | Charadranaetes                                            |
|  |                                                           |
|  | Jessea                                                    |
|  |                                                           |

|  | Charadranaetes |
|  |                |
|  | Jessea         |
|  |                |

|  | Talamancalia                                              |
|  |                                                           |
|  | \| \| Charadranaetes \| \| \| \| \| \| Jessea \| \| \| \| |
|  |                                                           |
|  | Charadranaetes                                            |
|  |                                                           |
|  | Jessea                                                    |
|  |                                                           |

|  | Charadranaetes |
|  |                |
|  | Jessea         |
|  |                |

|  | Misbrookea  |
|  |             |
|  | Werneria    |
|  |             |
|  | Xenophyllum |
|  |             |

|  | Talamancalia                                              |
|  |                                                           |
|  | \| \| Charadranaetes \| \| \| \| \| \| Jessea \| \| \| \| |
|  |                                                           |
|  | Charadranaetes                                            |
|  |                                                           |
|  | Jessea                                                    |
|  |                                                           |

|  | Charadranaetes |
|  |                |
|  | Jessea         |
|  |                |

|  | Talamancalia                                              |
|  |                                                           |
|  | \| \| Charadranaetes \| \| \| \| \| \| Jessea \| \| \| \| |
|  |                                                           |
|  | Charadranaetes                                            |
|  |                                                           |
|  | Jessea                                                    |
|  |                                                           |

|  | Charadranaetes |
|  |                |
|  | Jessea         |
|  |                |

|  | Talamancalia                                              |
|  |                                                           |
|  | \| \| Charadranaetes \| \| \| \| \| \| Jessea \| \| \| \| |
|  |                                                           |
|  | Charadranaetes                                            |
|  |                                                           |
|  | Jessea                                                    |
|  |                                                           |

|  | Charadranaetes |
|  |                |
|  | Jessea         |
|  |                |

|  | Talamancalia                                              |
|  |                                                           |
|  | \| \| Charadranaetes \| \| \| \| \| \| Jessea \| \| \| \| |
|  |                                                           |
|  | Charadranaetes                                            |
|  |                                                           |
|  | Jessea                                                    |
|  |                                                           |

|  | Charadranaetes |
|  |                |
|  | Jessea         |
|  |                |

|  | Misbrookea  |
|  |             |
|  | Werneria    |
|  |             |
|  | Xenophyllum |
|  |             |

|  | Talamancalia                                              |
|  |                                                           |
|  | \| \| Charadranaetes \| \| \| \| \| \| Jessea \| \| \| \| |
|  |                                                           |
|  | Charadranaetes                                            |
|  |                                                           |
|  | Jessea                                                    |
|  |                                                           |

|  | Charadranaetes |
|  |                |
|  | Jessea         |
|  |                |

|  | Talamancalia                                              |
|  |                                                           |
|  | \| \| Charadranaetes \| \| \| \| \| \| Jessea \| \| \| \| |
|  |                                                           |
|  | Charadranaetes                                            |
|  |                                                           |
|  | Jessea                                                    |
|  |                                                           |

|  | Charadranaetes |
|  |                |
|  | Jessea         |
|  |                |

|  | Talamancalia                                              |
|  |                                                           |
|  | \| \| Charadranaetes \| \| \| \| \| \| Jessea \| \| \| \| |
|  |                                                           |
|  | Charadranaetes                                            |
|  |                                                           |
|  | Jessea                                                    |
|  |                                                           |

|  | Charadranaetes |
|  |                |
|  | Jessea         |
|  |                |

|  | Talamancalia                                              |
|  |                                                           |
|  | \| \| Charadranaetes \| \| \| \| \| \| Jessea \| \| \| \| |
|  |                                                           |
|  | Charadranaetes                                            |
|  |                                                           |
|  | Jessea                                                    |
|  |                                                           |

|  | Charadranaetes |
|  |                |
|  | Jessea         |
|  |                |

|  | Misbrookea  |
|  |             |
|  | Werneria    |
|  |             |
|  | Xenophyllum |
|  |             |

|  | Talamancalia                                              |
|  |                                                           |
|  | \| \| Charadranaetes \| \| \| \| \| \| Jessea \| \| \| \| |
|  |                                                           |
|  | Charadranaetes                                            |
|  |                                                           |
|  | Jessea                                                    |
|  |                                                           |

|  | Charadranaetes |
|  |                |
|  | Jessea         |
|  |                |

|  | Talamancalia                                              |
|  |                                                           |
|  | \| \| Charadranaetes \| \| \| \| \| \| Jessea \| \| \| \| |
|  |                                                           |
|  | Charadranaetes                                            |
|  |                                                           |
|  | Jessea                                                    |
|  |                                                           |

|  | Charadranaetes |
|  |                |
|  | Jessea         |
|  |                |

|  | Talamancalia                                              |
|  |                                                           |
|  | \| \| Charadranaetes \| \| \| \| \| \| Jessea \| \| \| \| |
|  |                                                           |
|  | Charadranaetes                                            |
|  |                                                           |
|  | Jessea                                                    |
|  |                                                           |

|  | Charadranaetes |
|  |                |
|  | Jessea         |
|  |                |

|  | Talamancalia                                              |
|  |                                                           |
|  | \| \| Charadranaetes \| \| \| \| \| \| Jessea \| \| \| \| |
|  |                                                           |
|  | Charadranaetes                                            |
|  |                                                           |
|  | Jessea                                                    |
|  |                                                           |

|  | Charadranaetes |
|  |                |
|  | Jessea         |
|  |                |

I caratteri distintivi per le specie del genere  Pseudogynoxys sono:
- il portamento di queste piante è decombente-rampicante (arbustivo o subarbustivo);
- i piccioli delle foglie, sempre ben visibili, sono provvisti (oppure no) di piccole auricole;
- le pagine delle foglie sono venate;
- i fiori, gialli, rossi o arancio, sono profumati.

Il numero cromosomico della specie è: 2n = da 90 a 96.

### Elenco delle specie
Questo genere ha 16 specie:
- Pseudogynoxys benthamii Cabrera
- Pseudogynoxys bogotensis  (Spreng.) Cuatrec.
- Pseudogynoxys chenopodioides  (Kunth) Cabrera
- Pseudogynoxys chiribogensis  K.Afzel.
- Pseudogynoxys cordifolia  (Cass.) Cabrera
- Pseudogynoxys cummingii  (Benth. ex Oerst.) H.Rob. & Cuatrec.
- Pseudogynoxys engleri  (Hieron.) H.Rob. & Cuatrec.
- Pseudogynoxys filicalyculata  (Cuatrec.) Cuatrec.
- Pseudogynoxys fragrans  (Hook.) H.Rob. & Cuatrec.
- Pseudogynoxys haenkei  (DC.) Cabrera
- Pseudogynoxys lobata  Pruski
- Pseudogynoxys poeppigii  (DC.) H.Rob. & Cuatrec.
- Pseudogynoxys pohlii  (Baker) Leitão
- Pseudogynoxys scabra  (Benth.) Cuatrec.
- Pseudogynoxys sodiroi  (Hieron.) Cuatrec.
- Pseudogynoxys sonchoides  (Kunth) Cuatrec.